# Aalliq
Aalliq, früher Nakashook Lake ist ein See auf der Victoria-Insel im kanadischen Territorium Nunavut, rund 1640 Kilometer nordwestlich von Iqaluit.
Der See ist 4,6 Kilometer lang und drei Kilometer breit.